# 二溴甲锗烷
二溴甲锗烷是一种无机化合物，化学式为GeH2Br2，它是无色易流动的液体，具有难闻气味。它可由甲锗烷和溴化氢在三溴化铝的存在下反应得到。甲锗烷和溴的反应也会生成二溴甲锗烷，但反应速率必须得到控制，否则会引发爆炸。它和氯化氢不反应，和碘化氢反应，得到GeH2I2和少量的GeH2BrI；它和GeH2Cl2反应，得到GeH2ClBr。